# Космос-1842
Космос-1842 је један од преко 2400 совјетских вјештачких сателита лансираних у оквиру програма Космос.
Космос-1842 је лансиран са космодрома Плесецк, СССР, 27. априла 1987. Ракета-носач Ф-2 је поставила сателит у орбиту око планете Земље. Маса сателита при лансирању је износила 1600 килограма. Космос-1842 је био сателит намијењен за електронско извиђање, јављање и навођење.